# Liste des comtes et ducs du Maine
Pour les articles homonymes, voir Duc du Maine.

Armoiries du Maine à partir du XV.

Cette liste regroupe les comtes et les ducs du Maine, comté de l'ouest de la France dont la capitale était Le Mans.
Le Maine, qui correspond d'abord au diocèse du Mans, est constitué en tant que comté par les Carolingiens. Alors que la situation dans l'Ouest de la France est particulièrement troublée, notamment à cause des affrontements avec le royaume de Bretagne, le pouvoir royal institue également un duché du Maine, qui regroupe le Maine et onze autres comtés. Ce duché est un commandement militaire, attribué à deux titulaires connus au VIIIe siècle, dont le futur roi Louis II le Bègue, avant d'être abandonné après l'apaisement de la région.
Initialement possession de la dynastie des Rorgonides, le comté du Maine a connu plusieurs crises de succession qui l'ont fait passer aux Hugonides. Ces derniers gardent le titre comtal jusqu'au XIe siècle, lorsque le dernier comte, sans descendant, lègue son fief à Guillaume le Conquérant, duc de Normandie. Les seigneurs locaux contestent la décision et renversent les Normands au profit de la maison italienne d'Este, liée aux Hugonides. Le Maine passe par mariage au XIIe siècle aux comtes d'Anjou de la dynastie des Plantagenêts.
Les Plantagenêts héritent du trône d'Angleterre et du duché de Normandie au milieu du XIIe siècle. Le comté du Maine fait partie de leurs possessions continentales, avec l'Anjou, la Touraine, la Normandie, puis également l'Aquitaine, le Poitou ou encore le Limousin. Le roi Jean sans Terre est dépossédé de ces territoires par le roi de France Philippe Auguste. Le Maine devient alors un territoire capétien, offert en apanage à des fils du roi de France, généralement avec l'Anjou et la Touraine. Certains comtes apanagistes parviennent à constituer des dynasties qui perdurent sur plusieurs générations et étendent leur domaine à des royaumes étrangers (Naples et la Sicile).
La dernière de ces lignées, les Valois-Anjou, s'éteint en 1481 et le Maine revient une nouvelle fois au roi de France. Le comté est à nouveau donné en apanage à divers cadets de la famille royale. Le dernier titulaire, le futur Louis XVIII, également comte de Provence et duc d'Anjou, est comte du Maine de 1771 à la Révolution française. Le titre de « duc du Maine » est quant à lui relevé en 1670 par Louis XIV, pour être offert à Louis-Auguste de Bourbon, son fils légitimé.
Face à la faiblesse de leur pouvoir au Xe siècle et au XIe siècle, les comtes héréditaires du Maine ont créé un titre de vicomte (c'est-à-dire « vice-comte ») du Maine afin de déléguer une partie de leur prérogatives. Le titre est donné à la famille de Beaumont, puis la vicomté de Beaumont est érigée en duché-pairie au XVIe siècle avant d'être héritée par Henri IV qui la réunit à la Couronne.

## Ducs du Maine

### Ducs carolingiens
Un duché du Maine est créé sous les Carolingiens pour servir de grand commandement militaire. Il apparaît en 838, lorsque Louis le Pieux le constitue pour le donner à son fils, le futur Charles le Chauve. Plus tard, ce dernier suit l'exemple de son père et donne le duché à son propre fils, le futur Louis II le Bègue.
| Rang | Portrait | Nom                  | Règne       | Dynastie     | Notes |
| ---- | -------- | -------------------- | ----------- | ------------ | --- |
| 1    |          | Charles II le Chauve | cité en 838 | Carolingiens | Fils de Louis le Pieux.                                                                                            |
| 2    |          | Louis II le Bègue    |             | Carolingiens | Fils de Charles le Chauve, ce dernier lui offre le duché pour conforter son pouvoir près de la frontière bretonne. |

### Titre de courtoisie
Le titre de « duc du Maine » est relevé une dernière fois par Louis XIV pour l'aîné de ses fils légitimés.
| Rang | Portrait | Nom                      | Règne     | Dynastie | Notes                                                                                                   | Armoiries |
| ---- | -------- | ------------------------ | --------- | -------- | --- | --------- |
| 1    |          | Louis-Auguste de Bourbon | 1673-1736 | Bourbons | Fils de Louis XIV, ce dernier le fait également duc d'Aumale, prince souverain de Dombes et comte d’Eu. |           |

## Comtes du Maine

### Premiers comtes
À l'origine, le comté est une entité administrative du royaume franc ; le comte est un fonctionnaire amovible, désigné par le roi. Une certaine transmission héréditaire des titres nobles est cependant déjà visible. Deux premiers comes in ducatus cenommanicus sont cités au VIIIe siècle.
| Rang | Portrait | Nom                                 | Règne              | Dynastie     | Notes                                                                                               |
| ---- | -------- | ----------------------------------- | ------------------ | ------------ | --------------------------------------------------------------------------------------------------- |
| 1    |          | Roger (alias Chrodegarius, Hrotgar) | cité en 710 et 723 | Robertiens ? | Installé par les Pépinides. Son fils aîné lui succède, son fils cadet, Gauzlin, est évêque du Mans. |
| 2    |          | Hervé (alias Kariveus, Heriveus)    | cité en 748        | Robertiens ? | Fils aîné de Roger.                                                                                 |

### Rorgonides
Aucun comte n'est mentionné dans la deuxième moitié du VIIIe siècle et il faut attendre le règne de Louis le Pieux pour que le comté soit clairement établi. Il est alors aux mains de Rorgon, qui fonde la dynastie des Rorgonides. Cette maison utilise les prénoms de la famille des premiers comtes du VIIIe siècle et il est possible que les deux ne forment qu'une seule et même dynastie.
| Rang | Portrait | Nom                   | Règne                    | Dynastie   | Notes |
| ---- | -------- | --------------------- | ------------------------ | ---------- | --- |
| 1    |          | Rorgon Ier            | cité en 820, mort en 839 | Rorgonides | D'abord comte de Rennes, fils de Gauzlin Ier du Maine. |
| 2    |          | Gauzbert Ier le Jeune | mort en 851              | Rorgonides | Neveu du précédent. |
| 3    |          | Gauzbert II le Jeunet | 851-853                  | Rorgonides | Fils du précédent, décapité pour s'être révolté contre Charles le Chauve. |
| 4    |          | Rorgon II             | 851-865                  | Rorgonides | Fils de Rorgon Ier. |
| 5    |          | Gauzfrid              | 865-878                  | Rorgonides | Frère du précédent, également marquis de Neustrie. |
| 6    |          | Ragenold              | 878-885                  | Rorgonides | Fils de Renaud d'Herbauges, membre distant des Rorgonides, le roi lui confie la marche de Neustrie ainsi que le Maine à la mort de Gauzfrid, car le fils de ce dernier est trop jeune pour régner. |

### Période de contestation
Roger du Maine usurpe la couronne, mais les Rorgonides parviennent à la récupérer brièvement, avant que Roger ne la retrouve et installe sa propre dynastie.
| Rang | Portrait | Nom            | Règne   | Dynastie   | Notes |
| ---- | -------- | -------------- | ------- | ---------- | --- |
| 1    |          | Roger du Maine | 886-893 | Hugonides  | Gendre de Charles le Chauve, il s'empare de couronne du Maine.                                                         |
| 2    |          | Gauzlin II     | 893-895 | Rorgonides | Fils de Gauzfrid, il parvient à faire valoir ses droits à la couronne et à chasser brièvement Roger.                   |
| 1    |          | Roger du Maine | 895-900 | Hugonides  | Il retrouve la couronne en 895 et établit durablement une nouvelle dynastie, qui porte le nom de son fils et héritier. |

### Hugonides
La dynastie des Hugonides profite de l'avènement des Capétiens et du système féodal, qui accorde une large autonomie à la noblesse. Néanmoins, les comtes sont sans cesse menacés par le puissant évêque du Mans, ainsi que par l'Anjou et la Normandie qui convoitent la couronne du Maine.
| Rang | Portrait | Nom                       | Règne       | Dynastie  | Notes |
| ---- | -------- | ------------------------- | ----------- | --------- | --- |
| 1    |          | Hugues Ier                | mort en 940 | Hugonides | Fils de Roger, il épouse probablement une fille de Gauzlin, mettant fin au litige entre les deux familles. |
| 2    |          | Hugues II                 | mort en 992 | Hugonides | Fils du précédent. |
| 3    |          | Hugues III                | 992-1015    | Hugonides | Fils du précédent. |
| 4    |          | Herbert Ier Éveille-Chien | 1015-1035   | Hugonides | Fils du précédent. |
| 5    |          | Hugues IV                 | 1035-1051   | Hugonides | Fils du précédent. Marié à Berthe, fille d'Eudes II de Blois. |
| 6    |          | Herbert II                | 1051-1062   | Hugonides | Fils du précédent. Sans enfant, Herbert II désigne dans son testament Guillaume le Conquérant comme son successeur, mais les seigneurs du Maine se révoltent et appellent un oncle par alliance d'Herbert II. |

### Luttes de succession
Alors que le Maine est convoité à la fois par les comtes d'Anjou et par les ducs de Normandie, la dynastie des Hugonides n'a plus d'héritier mâle direct. Le dernier comte, Herbert II, a légué ses possessions à Guillaume le Conquérant, mais ses vassaux s'y opposent et entrent en lutte contre les Normands, avec le soutien angevin.
| Rang | Portrait | Nom                    | Règne     | Dynastie            | Notes | Armoiries |
| ---- | -------- | ---------------------- | --------- | ------------------- | --- | --------- |
| 1    |          | Gautier Ier de Vexin   | 1062-1063 | Maison de Vexin     | Comte de Vexin et d'Amiens, il est le gendre de Herbert Ier par son épouse Biota du Maine. Il est appelé par les seigneurs manceaux opposés à Guillaume le Conquérant.                                                                                    |           |
| 2    |          | Robert Ier Courteheuse | 1063-1069 | Rollonides          | Fils de Guillaume le Conquérant, fiancé en 1063 à Marguerite du Maine († 1063), sœur d’Herbert II. Les Normands parviennent à le placer à la tête du Maine.                                                                                               |           |
| 3    |          | Hugues V d'Este        | 1069-1093 | Maison d'Este       | Fils d'Azzo II d'Este et de Gersende du Maine, petit-fils du comte Herbert Ier, placé sur le trône par les seigneurs du Maine après avoir battu les Normands. Sous la pression de l'évêque Hoël, il vend le comté à son cousin Elie de Beaugency en 1093. |           |
| 4    |          | Élie Ier de Beaugency  | 1093-1110 | Maison de Beaugency | Fils de Jean de Beaugency, seigneur de La Flèche, et de Paule du Maine, petit-fils du comte Herbert Ier. |           |
| 5    |          | Erembourg              | 1110-1126 | Maison de Beaugency | Fille du précédent, mariée à Foulque V d'Anjou, elle transmet le Maine aux Plantagenêts. |           |

### Plantagenêts
| Rang | Portrait | Nom                        | Règne     | Dynastie                 | Notes | Armoiries |
| ---- | -------- | -------------------------- | --------- | ------------------------ | --- | --------- |
| 1    |          | Foulques V                 | 1109-1129 | Maison de Gâtinais-Anjou | Comte d'Anjou puis roi de Jérusalem, son épouse Erembourg lui transmet la couronne du Maine. |           |
| 2    |          | Geoffroy V dit Plantagenêt | 1129-1151 | Maison de Gâtinais-Anjou | Fils de Foulques V et d'Erembourg, comte d'Anjou, du Maine, puis également duc de Normandie. |           |
| 3    |          | Henri II d'Angleterre      | 1151-1189 | Plantagenêts             | Fils de Geoffroy, il récupère le duché d'Aquitaine par son mariage avec Aliénor d'Aquitaine, puis hérite du trône d'Angleterre.                                                                                          |           |
| 4    |          | Geoffroy VI                | 1156-1158 | Plantagenêts             | Frère cadet d'Henri II, il est fait comte d'Anjou, du Maine et de Nantes après l'accession de ce dernier au trône d'Angleterre. Mort sans postérité.                                                                     |           |
| 5    |          | Henri le Jeune             | 1169-1183 | Plantagenêts             | Deuxième fils d'Henri II, il est investi de l'Anjou et du Maine. Mort sans postérité. |           |
| 5    |          | Richard Ier Cœur de Lion   | 1189-1199 | Plantagenêts             | Troisième fils d'Henri II, il est investi de la Normandie, de l'Anjou et du Maine puis de l'Aquitaine, et devient roi d'Angleterre. Mort sans postérité.                                                                 |           |
| 6    |          | Jean Ier Sans Terre        | 1199-1204 | Plantagenêts             | Cinquième fils d'Henri II, il est investi de la Normandie, de l'Anjou et du Maine puis devient roi d'Angleterre. Il est dépossédé de l'Anjou, du Maine et de la Normandie par le roi de France Philippe Auguste en 1204. |           |

### Maison de Navarre
| Rang | Portrait | Nom                  | Règne     | Dynastie          | Notes | Armoiries |
| ---- | -------- | -------------------- | --------- | ----------------- | --- | --------- |
| 1    |          | Bérengère de Navarre | 1204-1230 | Maison de Jiménez | Veuve sans enfant de Richard Cœur de Lion, elle est comtesse usufruitière du Maine de 1204 à sa mort, Philippe Auguste lui permettant ainsi de rester en France après que les Anglais ont été dépossédés du comté. |           |

### Maison d'Anjou-Sicile
Après le rattachement du Maine au domaine royal, celui-ci est donné en apanage avec l'Anjou à des fils cadets des rois de France. Le titre de comte apanagiste est héréditaire, et Charles Ier, frère de Saint Louis, parvient à constituer une nouvelle dynastie qui perdure sur quelques générations, dite maison d'Anjou-Sicile. Devenu comte de Provence par mariage, il récupère aussi les royaumes de Naples et de la Sicile, et prétend au trône du royaume de Jérusalem.
| Rang | Portrait | Nom                               | Règne     | Dynastie              | Notes | Armoiries |
| ---- | -------- | --------------------------------- | --------- | --------------------- | --- | --------- |
| 1    |          | Jean II de France ou Jean Tristan | 1219-1232 | Capétiens directs     | Quatrième fils de Louis VIII et de Blanche de Castille, il reçoit l'Anjou et le Maine en apanage mais il meurt en bas âge.                   |           |
| 2    |          | Charles Ier                       | 1246-1285 | Maison d'Anjou-Sicile | Dernier fils de Louis VIII et de Blanche de Castille, fait comte apanagiste de l'Anjou et du Maine, également roi de Sicile, puis de Naples. |           |
| 3    |          | Charles II                        | 1285-1290 | Maison d'Anjou-Sicile | Fils du précédent, il donne l'Anjou et le Maine en dot à sa fille en 1290 ; celle-ci épouse Charles III de Valois.                           |           |
| 4    |          | Marguerite                        | 1290-1299 | Maison d'Anjou-Sicile | Fille du précédent, mariée à Charles de Valois.                                                                                              |           |

### Maison de Valois
Le Maine et l'Anjou passent par mariage à la maison de Valois, qui hérite du trône de France après l'extinction des Capétiens directs. Les deux comtés reviennent alors au domaine royal.
| Rang | Portrait | Nom                   | Règne     | Dynastie         | Notes | Armoiries |
| ---- | -------- | --------------------- | --------- | ---------------- | --- | --------- |
| 1    |          | Charles III de Valois | 1290-1314 | Maison de Valois | Fils de Philippe III, roi de France, il obtient l'Anjou et le Maine par mariage.                            |           |
| 2    |          | Philippe de Valois    | 1314-1328 | Maison de Valois | Fils du précédent, il devient roi de France en 1328 et rattache alors l'Anjou et le Maine au domaine royal. |           |

### Maison de Valois-Anjou
Le Maine ainsi que l'Anjou sont à nouveau donnés en apanage sous les Valois, lorsque le roi Jean le Bon offre les deux comtés à son fils cadet, Louis Ier d'Anjou. L'Anjou est élevé au rang de duché en 1360. Louis Ier a une descendance mâle, et fonde la nouvelle maison de Valois-Anjou, qui hérite également du royaume de Naples. À la mort de Louis III d'Anjou, le Maine connaît pendant quelques décennies une histoire distincte de celle de l'Anjou, puisqu'il n'est pas attribué à son frère cadet René d'Anjou, mais à son plus jeune frère, Charles IV du Maine.
| Rang | Portrait | Nom        | Règne     | Dynastie               | Notes | Armoiries |
| ---- | -------- | ---------- | --------- | ---------------------- | --- | --------- |
| 1    |          | Louis Ier  | 1351-1384 | Maison de Valois-Anjou | Fils de Jean II, roi de France, il reçoit l'Anjou et le Maine en apanage. |           |
| 2    |          | Louis II   | 1384-1417 | Maison de Valois-Anjou | Fils du précédent, il devient roi titulaire de Naples et de Jérusalem, comte de Provence. |           |
| 3    |          | Louis III  | 1417-1434 | Maison de Valois-Anjou | Fils du précédent, roi titulaire de Naples et de Jérusalem, comte de Provence. Sans postérité, à sa mort ses titres passent à son frère René, sauf le Maine qui revient à un autre frère, Charles. |           |
| 4    |          | Charles IV | 1434-1472 | Maison de Valois-Anjou | Frère du précédent, il hérite du Maine, tandis que l'Anjou, Naples, Jérusalem et la Provence reviennent à son frère aîné René.                                                                     |           |
| 4    |          | Charles V  | 1472-1481 | Maison de Valois-Anjou | Fils du précédent, il hérite du Maine par son père, puis également de l'Anjou et de la Provence par son oncle René. Sans postérité, à sa mort ses titres reviennent au domaine royal.              |           |

### Comtes apanagistes à l'époque moderne
Après le Moyen Âge, le Maine est à nouveau donné en apanage avec le duché d'Anjou à plusieurs fils cadets de rois de France, mais il ne s'agit plus d'un apanage politique ; le comté n'est plus alors qu'une source de revenus permettant de financer le train de vie du titulaire. Le dernier titulaire avant la Révolution française est le comte de Provence, futur Louis XVIII et frère cadet de Louis XVI. L'apanage doit alors fournir 200 000 livres par an, mais il n'y parvient pas, si bien que le comte de Provence obtient également le duché d'Alençon, le duché de Vendôme, le comté du Perche et celui de Senonches.
| Rang | Portrait | Nom                    | Règne     | Dynastie          | Notes | Armoiries |
| ---- | -------- | ---------------------- | --------- | ----------------- | --- | --------- |
| 1    |          | Henri                  | 1566-1574 | Maison de Valois  | Fils cadet d'Henri II, roi de France, il reçoit l'Anjou et le Maine en apanage. D'abord roi de Pologne, il devient roi de France sous le nom d'Henri III en 1574. |           |
| 2    |          | François de France     | 1574-1584 | Maison de Valois  | Frère du précédent, il est le dernier fils d'Henri II. Mort sans postérité.                                                                                       |           |
| 3    |          | Gaston de France       | 1608-1660 | Maison de Bourbon | Fils cadet d'Henri IV, frère de Louis XIII, également duc d'Orléans.                                                                                              |           |
| 4    |          | Philippe d'Orléans     | 1640-1701 | Maison de Bourbon | Fils cadet de Louis XIII, frère de Louis XIV, il devient également duc d'Orléans à la mort de son oncle Gaston.                                                   |           |
| 5    |          | Louis Stanislas Xavier | 1771-1790 | Maison de Bourbon | Fils cadet du dauphin Louis de France, frère cadet du futur Louis XVI, il est titré comte de Provence, et il obtient l'Anjou et le Maine en apanage en 1771.      |           |

## Vicomtes du Maine
Le titre de vicomte du Maine, ou du Mans, apparaît au Xe siècle. Il permet aux comtes de renforcer leur pouvoir en ayant à disponibilité un remplaçant en cas de besoin. Tout comme pour la couronne comtale, la charge de vicomte devient rapidement héréditaire, et elle est tenue par la famille de Beaumont-sur-Sarthe. Contrairement à la plupart des vicomtes de France, les vicomtes du Maine sont très largement dotés et jouissent d'un pouvoir important. Ils fondent paroisses et monastères, fournissent plusieurs évêques du Mans et d'Angers et construisent une importante ligne de défense, constituée par de nombreux châteaux (Beaumont, Fresnay-sur-Sarthe, Sillé-le-Guillaume, Sainte-Suzanne…). Certains de ces châteaux sont donnés à des vassaux qui forment leurs propres lignées. La maison de Beaumont s'éteint au milieu du XIIIe siècle et le titre de vicomte passe à la maison de Brienne. Il est ensuite hérité par la maison d'Alençon, qui obtient le rang de duché-pairie pour Beaumont-sur-Sarthe. Hérité par la maison de Bourbon, ce duché est réuni à la Couronne par Henri IV. En 1701, en échange de terres qu'il possédait à Versailles et Marly, René de Froulay de Tessé obtient finalement Beaumont et Fresnay, que sa famille conserve jusqu'à la Révolution.

### Sources et bibliographie
- Pierre Trouillart de Montferré, Mémoires des Comtes du Maine, au Mans, Hierôme Olivier Impr., 1643.
- Abbé Angot, « Les vicomtes du Maine », dans Bulletin de la Commission historique et archéologique de la Mayenne, 1914, no 30, p. 180-232, 320-342, 404-424. * .
- Le Jan (Régine), Famille et pouvoir dans le monde franc (VIIe – Xe siècle), Publications de la Sorbonne, Paris, 1995.
- Pierre Riché, Les Carolingiens, une famille qui fit l'Europe, Paris, Hachette, coll. « Pluriel », 1983 (réimpr. 1997), 490 p. (ISBN 2-01-278851-3, présentation en ligne)
- Patrice Morel, « Les Comtes du Maine au IXe siècle », Revue historique et archéologique du Maine, Le Mans, vol. CLVI,‎ 2005, p. 177-264 (avec Index des principaux personnages, bibliographie).
- Robert Latouche, « Les Premiers Comtes héréditaires du Maine », Revue historique et archéologique du Maine, Le Mans, vol. CXV,‎ 1959, p. 37-41.
- Robert Latouche, Histoire du Comté du Maine pendant le Xe et XIe siècles, Paris, Bibliothèque de l'École des Hautes Études, 1910.